# Tanya Danielle
Tanya Danielle (Palo Alto, California; 3 de diciembre de 1976) es una actriz pornográfica, modelo erótica y bailarina de estriptis estadounidense.